# Gamaliel VI
El Rabí Gamaliel VI (370-425AD) va ser el darrer Nasí de l'antic Sanedrí. Gamaliel VI va arribar al poder al voltant de l'any 400. El 20 d'octubre de l'any 415, un edicte emès pels emperadors Honori i Teodosi II va despullar a Gamaliel VI del seu rang de prefecte honorari. Aquest decret també li va prohibir construir noves sinagogues, adjudicar disputes entre jueus i cristians, convertir als no jueus al judaisme i posseir esclaus cristians.
Gamaliel sisè probablement va morir l'any 425, ja que el Codi Teodosià esmenta un edicte imperial de l'any 426, que va transformar l'impost del patriarca en un impost imperial després de la mort del patriarca. Teodosi II no va permetre el nomenament d'un successor i en 429 va acabar amb el patriarcat jueu. Gamaliel VI sembla haver estat metge. Marcel Empíric, un escriptor mèdic del segle v, va esmentar que "per la melsa hi ha un remei especial que va ser demostrat recentment pel patriarca Gamaliel VI, sobre la base d'experiments aprovats".